# Hedycryptus
Hedycryptus is een geslacht van insecten uit de orde vliesvleugeligen (Hymenoptera) en de familie Ichneumonidae.

## Soorten
- H. chinensis Jonathan, 2006
- H. flavotarsatus Jonathan, 2006
- H. javensis Jonathan, 2006
- H. orientalis (Cameron, 1897)
- H. philippinus Jonathan, 2006
- H. rufopetiolatus (Cameron, 1904)
- H. sulawesensis Jonathan, 2006
- H. tenuiabdominalis (Uchida, 1930)